# راشيل ألين
راشيل ألين  (بالإنجليزية: Rachel Allen) (ولدت في 21 مارس 1972 في دبلن) وهي طاهية إيرلندية شهيرة، عرفت من خلال عملها كمقدمة برامج وكاتبة. وتستضاف غالبًا في راديو (RTE).

## مهنتها كطاهية وكاتبة
في 2012، دخلت في جدال بسبب صورة التقطتها وهي تقوم بالصيد وقامت بوضعها على حسابها في فيس بوك. ظهرت بعدها بوقت قصير كضيفة في برنامج ذا ساترداي نايت شو لمناقشة سلوكها.

### الكتب
- طعام راشيل المفضل
- طعام راشيل المفضل للأصدقاء
- طعام راشيل المفضل في المنزل: لندن
- الطبخ المنزلي: لندن

## حياتها الخاصة

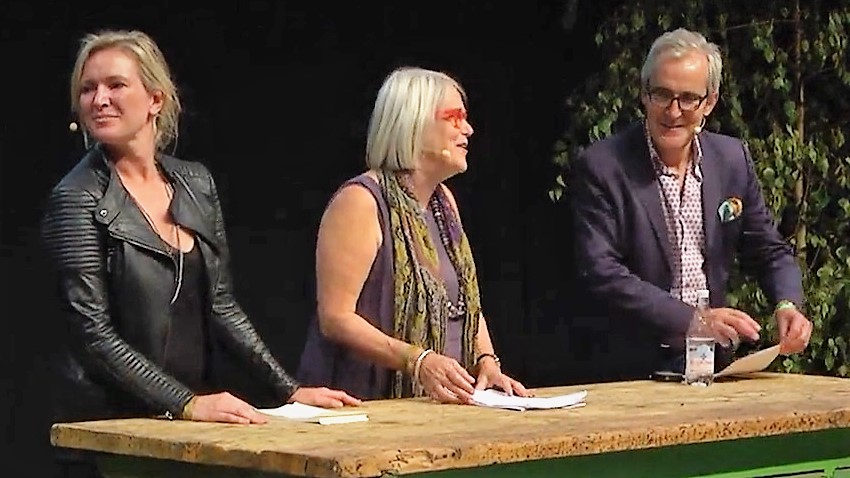
عائلة ألين: دارينا ألين طاهية مشهورة، وراشيل، زوجة ابنها

والدتها الآيسلندية هالفيور ريتشانفيلد. كانت تعمل في مجال تجارة الملابس وكانت تملك محل ملابس. والدها براين أونيل هو وريث وينستانلي لصناعة الأحذية.
ألن تعيش في منزل على شاطئ البحر في مقاطعة كورك مع زوجها إسحق وهو ابن الطاهية التليفزيونية دارينا ألين ولديهما 3 أطفال.

## وصلات خارجية
- Official website
- Rachel Allen Recipes on Good Food Channel
- راشيل ألين على موقع IMDb (الإنجليزية)
- راشيل ألين على موقع قاعدة بيانات الفيلم (الإنجليزية)
- راشيل ألين على موقع كينوبويسك (الروسية)
- BBC's Saturday Kitchen
- Biography at Create (TV network)